# NBIC-конвергенція
НБІК-конвергенція (NBIC-конвергенція) — гіпотетичне ядро 6-го технологічного укладу, засноване на об'єднанні та синергетичному посиленні досягнень нано-, біо-, інформаційних та когнітивних технологій. Результатом НБІК-конвергенції буде повне злиття цих технологій в єдину науково-технологічну галузь знання.

## Очікування від НБІК-конвергенції
Зараз плоди НБІК-конвергенції знаходяться на початковій стадії розвитку технологій, тому основні очікування від них озвучують переважно фантасти і футурологи і меншою мірою — вчені. На думку футурологів, НБІК-конвергенція дозволить створити штучний інтелект, кіборгів, будь-які матеріали із заздалегідь передбаченими властивостями. З'явиться можливість програмування генів, що виведе генетичні модифікації на новий рівень та багато іншого.

## Дивю також
- Технологічний устрій